# Mehrgarh

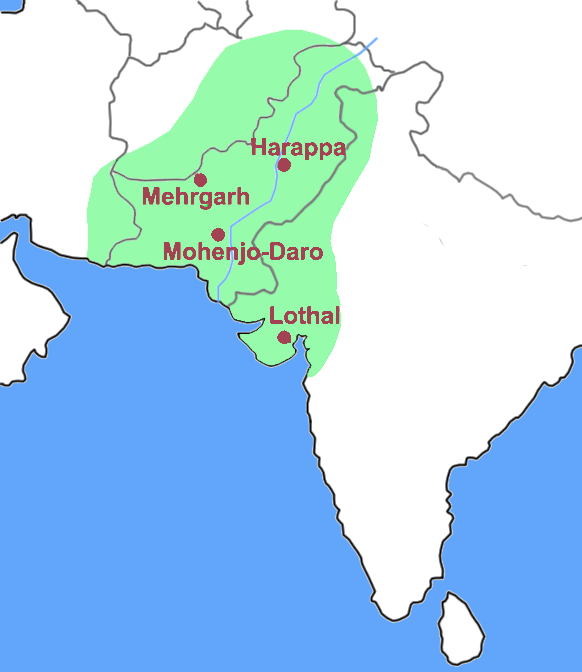
Einfache Karte der Indus-Kultur (oder Harappa Zivilisation) mit einigen der wichtigsten archäologischen Fundstätten.

Mehrgarh war eine vorgeschichtliche Siedlungsgruppe in Südasien und eine der wichtigsten Fundstellen der Archäologie des frühesten Neolithikums in dieser Region. Die Überreste wurden in Belutschistan (Pakistan) auf der Kachi-Ebene in der Nähe des Bolan-Passes, westlich des Indus-Tals und zwischen den heutigen Städten Quetta, Kalat und Sibi gefunden.
Mehrgarh gilt als erste bekannte Ackerbauer-Ansiedlung in Südasien. Erste Ausgrabungen wurden 1974 vorgenommen. Die frühesten Anzeichen der Besiedlung stammen etwa von 7000 v. Chr. Hier wurden auch die frühesten Töpfereien Südasiens gefunden. Die Archäologen konnten mehrere Perioden unterscheiden.

## Mehrgarh I
Die Phase Mehrgarh I dauerte etwa von 7000 bis 5500 v. Chr. und war ein akeramisches Neolithikum, d. h. ohne Herstellung von Töpferware. Die ersten Äcker des Gebietes wurden durch Halb-Nomaden angelegt, die Weizen und Gerste anbauten und Schafe, Ziegen und Rinder züchteten. Sie bauten einfache Gebäude aus getrocknetem Schlamm die in vier „Räume“ unterteilt waren. Zahlreiche Begräbnisse fanden sich, daneben auch schon sehr fortgeschrittene Gebrauchsgegenstände wie Körbe, Geräte kombiniert aus Stein- und Knochenmaterial, Schmuck wie Perlenketten, Armreife, Anhänger und gelegentlich auch Tieropfer. Erstaunlicherweise fanden sich bei einigen dieser Opfer mehr Grabbeigaben als bei den menschlichen Bestattungen. Schmuck aus Meeres-Muscheln, Kalkstein, Türkis, Lapislazuli, Sandstein und poliertem Kupfer wurden gefunden, daneben auch einfach gearbeitete Figurinen von Frauenfiguren und Tieren. Ein Einzelfund blieb eine geschliffene Steinaxt als Beigabe zu einem Begräbnis – der erste derartige Fund des Indischen Subkontinents – einige mehr blieben an der damaligen Erdoberfläche erhalten.

## Mehrgarh II und III

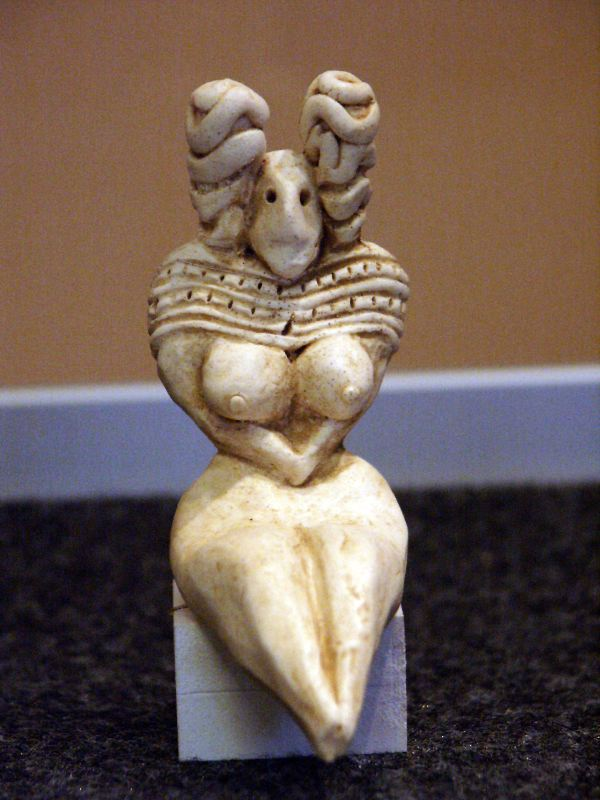
Weibliche Figurine aus Mehrgarh

Mehrgarh II (etwa 5500–4800 v. Chr.) und Mehrgarh III (etwa 4800–3500 v. Chr.) gehören dann bereits zum keramischen Neolithikum (Töpferware war also in Gebrauch) und zur Kupferzeit. Es fanden sich viele Beweise einer fortgeschrittenen Herstellung mit verbesserten Techniken. Glasierte Perlen (Fayence) wurden ebenso produziert wie Terrakotta-Figuren mit immer mehr Details. Figuren von Frauen wurden bemalt und wiesen verschiedene Frisuren und Ornamente auf. In zwei Gräbern aus der Mehrgarh II-Periode wurde roter Ocker an den Körpern der Bestatteten gefunden. Die Zahl der Grabbeigaben reduzierte sich nach und nach. Erste Siegel aus Terrakotta und Knochenmaterial mit geometrischen Motiven wurden hergestellt. Zur Technologie gehörten jetzt Kupferbohrer, Brennöfen mit Aufwindtechnik und Schmelztiegel. Anhand von Funden von Lapislazuli, der nach Untersuchungen aus Badakhshan stammt, kann auch der Fernhandel bereits in Mehrgarh II als nachgewiesen angesehen werden.

## Mehrgarh IV
Die Keramik dieser Stufe (etwa 3500 v. Chr.) ist oftmals bunt bemalt. Es erscheinen Tonfiguren, die aber noch recht plump wirken.

## Mehrgarh V
Die Tonfiguren verfeinern sich, was auf einen feineren Ton und höhere Brenntemperaturen zurückzuführen ist. Die Figuren sind cremefarben. Die Keramik ist teilweise weiterhin bunt bemalt. Um 3000 v. Chr. kommen dieselben Tonfiguren auch im südlichen Zentralasien vor: unter anderem in Sarasm und Kara Depe (bei Namazgadepe).

## Mehrgarh VI
Diese Stufe gehört der Bronzezeit an. Es kommen weiterhin Tonfiguren vor, die nun besonders fantasievoll gestaltet sind, neue Steinwerkzeuge, wie beidseitig retuschierte Pfeilspitzen erscheinen. Beliebt sind in dieser Stufe auch geometrisch verzierte Stempelsiegel.
Irgendwann zwischen 2600 und 2000 v. Chr. wurde der Ort verlassen um nach einiger Zeit wieder, wohl von anderen Leuten, besiedelt zu werden.

## Mehrgarh VII
Mehrgarh VII ist vor allem von Gräbern bekannt, die sich auf dem südlichen Gräberfeld fanden. Der Ort scheint eine Weile unbewohnt gewesen zu sein. Die neue Kultur ist stark iranisch beeinflusst, hat aber auch enge Beziehungen zur Indus-Kultur. Die Bestattungen waren meist schlecht erhalten, enthielten jedoch noch zahlreiche Objekte. Die Skelette fanden sich meist in gebeugter Lage. An Beigaben fanden sich Keramik, wie Pokale, Metallobjekte, Steinobjekte, Schmuck und Siegel. Bemerkenswert sind einige Stäbe, die vielleicht als Szepter interpretiert werden können. Daneben treten Objekte der Indus-Kultur in den Gräbern auf, so fand sich ein Amulett mit der Indus-Schrift.